# Methodiek
Onder methodiek verstaat men een verzameling van samenhangende methoden. Ook verstaat men er een overkoepelende methode met verschillende deel-methoden omvat. Methodologie is het theoretische kader dat een methode ondersteunt. Daarbij is een methode de (doelgerichte) werkwijze waarop een bepaalde procedure wordt uitgevoerd of de reeks procedures waarmee u een doel kunt bereiken. 
Methodologie is de hulpwetenschap die de manieren bestudeert waarop problemen moeten worden opgelost.